# Liste der Nummer-eins-Hits in Italien (2012)
Diese Liste der Nummer-eins-Hits basiert auf den offiziellen Chartlisten der Federazione Industria Musicale Italiana (FIMI), der italienischen Landesgruppe der IFPI, im Jahr 2012. Berücksichtigt werden die Albumcharts und die Top-Digital-Download-Singlecharts.

## Singles
| ← 2011 ← | Liste der Nummer-eins-Hits in Italien | Liste der Nummer-eins-Hits in Italien | Liste der Nummer-eins-Hits in Italien                                                                                         | 2013 → |
| \| Zeitraum \| Wo. ges. \| Interpret \| Titel Autor(en) \| Zusätzliche Informationen \| \| (Zeitraum, Wochen auf Platz eins, Interpret, Titel, Autor[en], zusätzliche Informationen) \| \| \| \| \| \| ----------------------------------------------------------------------------------------- \| -------- \| -------------------------- \| ----------------------------------------------------------------------------------------------------------------------------- \| ----------------------------------------------------------------------------------------------------------------------------------------------------------------------------------------------------------------------------------------------------------------------------------------- \| \| 5. Dezember 2011 – 1. Januar 2012 4 Wochen (insgesamt 9) \| 9 \| Michel Teló \| Ai Se Eu Te Pego! Sharon Acioly, Antonio Diggs \| Der brasilianische Nummer-eins-Hit kam über Spanien nach Italien und den Rest Europas. \| \| 2. Januar 2012 – 8. Januar 2012 1 Woche \| 1 \| Francesca Michielin \| Distratto Elisa Toffoli, Roberto Casalino \| Die Siegerin der fünften X-Factor-Staffel wurde zwar erst am 5. Januar gekürt, schaffte es mit ihrem Debüt aber innerhalb von drei Tagen an die Chartspitze und bekam innerhalb drei Wochen Platin. \| \| 9. Januar 2012 – 12. Februar 2012 5 Wochen (insgesamt 9) \| 9 \| Michel Teló \| Ai Se Eu Te Pego! Sharon Acioly, Antonio Diggs \| – \| \| 13. Februar 2012 – 19. Februar 2012 1 Woche \| 1 \| Emma \| Non è l’inferno Francesco Silvestre, Enrico Palmosi, Luca Sala \| Bereits die dritte Nummer-eins-Single der ehemaligen Castingshow-Gewinnerin; mit diesem Lied gewann sie zuvor das 62. Sanremo-Festival. \| \| 20. Februar 2012 – 18. März 2012 4 Wochen \| 4 \| Arisa \| La notte Giuseppe Anastasi \| Arisa hatte mit diesem Lied Platz zwei in Sanremo erreicht. Auch ihr erster Nummer-eins-Hit war aus dem Sanremo-Festival hervorgegangen und von Songwriter Anastasi geschrieben worden. \| \| 19. März 2012 – 13. Mai 2012 8 Wochen \| 8 \| Gotye feat. Kimbra \| Somebody That I Used to Know Wally de Backer \| – \| \| 14. Mai 2012 – 27. Mai 2012 2 Wochen \| 2 \| Emma \| Cercavo amore Roberto Casalino, Nicco Verrienti \| Nach dem Sanremo-Erfolg folgte die dritte Nummer eins auf dem Fuß, die vierte Auskopplung aus ihrem aktuellen Album sang sie bei Amici di Maria De Filippi, der Castingshow, durch die sie bekannt wurde. Für Songwriter Casalino ist es schon der zweite Nummer-eins-Hit in diesem Jahr. \| \| 28. Mai 2012 – 3. Juni 2012 1 Woche \| 1 \| Maroon 5 feat. Wiz Khalifa \| Payphone Adam Levine, Benny Blanco, Ammar Malik, Shellback, Dan Omelio, Cameron Thomaz \| Nach zwei dritten und einem zweiten Platz landete die siebte Chartsingle der US-Popband in Italien auf Platz 1; Rapper Wiz Khalifa war zuvor an einem Nummer-fünf-Hit beteiligt gewesen. \| \| 4. Juni 2012 – 19. August 2012 11 Wochen \| 11 \| Gusttavo Lima \| Balada Cássio Sampaio \| Der zweite Brasilianer in einem Jahr an der Chartspitze. \| \| 20. August 2012 – 14. Oktober 2012 8 Wochen \| 8 \| Pulcino Pio \| Il pulcino Pio Erisvaldo da Silva, Bruno Benvenuti, Lucio Scarpa, Alessandro Tirocchi, Maurizio Paniconi, Morgana Giovannetti \| Der Spaßsong eines Radiosenders aus Rom über ein piependes Küken und seine tierischen Kameraden entwickelte sich zum Sommerhit. \| \| 15. Oktober 2012 – 28. Oktober 2012 2 Wochen \| 2 \| Asaf Avidan & the Mojos \| One Day / Reckoning Song (Wankelmut Remix) Asaf Avidan \| Nachdem der Remix des Berliner DJs im Sommer in Deutschland und den meisten Nachbarländern Platz 1 erreicht hatte, war Italien das erste südeuropäische Land, wo der Israeli Avidan erfolgreich war. \| \| 29. Oktober 2012 – 25. November 2012 4 Wochen \| 4 \| Adele \| Skyfall Paul Epworth, Adele Adkins \| Der Titelsong aus dem gleichnamigen James-Bond-Film verhalf der Britin zum dritten Nummer-eins-Hit in zwei Jahren. \| \| 26. November 2012 – 2. Dezember 2012 1 Woche \| 1 \| Psy \| Gangnam Style Psy, Yoo Gun Hyung \| Nachdem der Südkoreaner es mit seinem Kulthit in den meisten europäischen Ländern auf Platz 1 gebracht hatte, zog auch Italien nach. \| \| 3. Dezember 2012 – 23. Dezember 2012 3 Wochen \| 3 \| Chiara \| Due respiri Eros Ramazzotti, Luca Chiaravalli, Saverio Grandi \| Auch der Siegersong der sechsten Staffel des italienischen X-Factors schaffte es an die Chartspitze. \| \| 24. Dezember 2012 – 20. Januar 2013 4 Wochen \| 4 \| Will.i.am \| Scream & Shout William Adams, Jef Martens, Jean-Baptiste Kouame \| Dreimal war der US-Musiker als Mitwirkender in den italienischen Top 10, sein erster eigener Song in den Top schaffet es (unter Mithilfe von Britney Spears) bis ganz an die Spitze. \| |                                       |                                       | | |
| ← 2011 |                                       |                                       | | → 2013 → |
| Zeitraum | Wo. ges.                              | Interpret                             | Titel Autor(en) | Zusätzliche Informationen |
| (Zeitraum, Wochen auf Platz eins, Interpret, Titel, Autor[en], zusätzliche Informationen) |                                       |                                       | | |
| 5. Dezember 2011 – 1. Januar 2012 4 Wochen (insgesamt 9) | 9                                     | Michel Teló                           | Ai Se Eu Te Pego! Sharon Acioly, Antonio Diggs                                                                                | Der brasilianische Nummer-eins-Hit kam über Spanien nach Italien und den Rest Europas. |
| 2. Januar 2012 – 8. Januar 2012 1 Woche | 1                                     | Francesca Michielin                   | Distratto Elisa Toffoli, Roberto Casalino                                                                                     | Die Siegerin der fünften X-Factor-Staffel wurde zwar erst am 5. Januar gekürt, schaffte es mit ihrem Debüt aber innerhalb von drei Tagen an die Chartspitze und bekam innerhalb drei Wochen Platin.                                                                                       |
| 9. Januar 2012 – 12. Februar 2012 5 Wochen (insgesamt 9) | 9                                     | Michel Teló                           | Ai Se Eu Te Pego! Sharon Acioly, Antonio Diggs                                                                                | – |
| 13. Februar 2012 – 19. Februar 2012 1 Woche | 1                                     | Emma                                  | Non è l’inferno Francesco Silvestre, Enrico Palmosi, Luca Sala                                                                | Bereits die dritte Nummer-eins-Single der ehemaligen Castingshow-Gewinnerin; mit diesem Lied gewann sie zuvor das 62. Sanremo-Festival. |
| 20. Februar 2012 – 18. März 2012 4 Wochen | 4                                     | Arisa                                 | La notte Giuseppe Anastasi | Arisa hatte mit diesem Lied Platz zwei in Sanremo erreicht. Auch ihr erster Nummer-eins-Hit war aus dem Sanremo-Festival hervorgegangen und von Songwriter Anastasi geschrieben worden.                                                                                                   |
| 19. März 2012 – 13. Mai 2012 8 Wochen | 8                                     | Gotye feat. Kimbra                    | Somebody That I Used to Know Wally de Backer                                                                                  | – |
| 14. Mai 2012 – 27. Mai 2012 2 Wochen | 2                                     | Emma                                  | Cercavo amore Roberto Casalino, Nicco Verrienti                                                                               | Nach dem Sanremo-Erfolg folgte die dritte Nummer eins auf dem Fuß, die vierte Auskopplung aus ihrem aktuellen Album sang sie bei Amici di Maria De Filippi, der Castingshow, durch die sie bekannt wurde. Für Songwriter Casalino ist es schon der zweite Nummer-eins-Hit in diesem Jahr. |
| 28. Mai 2012 – 3. Juni 2012 1 Woche | 1                                     | Maroon 5 feat. Wiz Khalifa            | Payphone Adam Levine, Benny Blanco, Ammar Malik, Shellback, Dan Omelio, Cameron Thomaz                                        | Nach zwei dritten und einem zweiten Platz landete die siebte Chartsingle der US-Popband in Italien auf Platz 1; Rapper Wiz Khalifa war zuvor an einem Nummer-fünf-Hit beteiligt gewesen.                                                                                                  |
| 4. Juni 2012 – 19. August 2012 11 Wochen | 11                                    | Gusttavo Lima                         | Balada Cássio Sampaio | Der zweite Brasilianer in einem Jahr an der Chartspitze. |
| 20. August 2012 – 14. Oktober 2012 8 Wochen | 8                                     | Pulcino Pio                           | Il pulcino Pio Erisvaldo da Silva, Bruno Benvenuti, Lucio Scarpa, Alessandro Tirocchi, Maurizio Paniconi, Morgana Giovannetti | Der Spaßsong eines Radiosenders aus Rom über ein piependes Küken und seine tierischen Kameraden entwickelte sich zum Sommerhit. |
| 15. Oktober 2012 – 28. Oktober 2012 2 Wochen | 2                                     | Asaf Avidan & the Mojos               | One Day / Reckoning Song (Wankelmut Remix) Asaf Avidan                                                                        | Nachdem der Remix des Berliner DJs im Sommer in Deutschland und den meisten Nachbarländern Platz 1 erreicht hatte, war Italien das erste südeuropäische Land, wo der Israeli Avidan erfolgreich war.                                                                                      |
| 29. Oktober 2012 – 25. November 2012 4 Wochen | 4                                     | Adele                                 | Skyfall Paul Epworth, Adele Adkins                                                                                            | Der Titelsong aus dem gleichnamigen James-Bond-Film verhalf der Britin zum dritten Nummer-eins-Hit in zwei Jahren. |
| 26. November 2012 – 2. Dezember 2012 1 Woche | 1                                     | Psy                                   | Gangnam Style Psy, Yoo Gun Hyung                                                                                              | Nachdem der Südkoreaner es mit seinem Kulthit in den meisten europäischen Ländern auf Platz 1 gebracht hatte, zog auch Italien nach. |
| 3. Dezember 2012 – 23. Dezember 2012 3 Wochen | 3                                     | Chiara                                | Due respiri Eros Ramazzotti, Luca Chiaravalli, Saverio Grandi                                                                 | Auch der Siegersong der sechsten Staffel des italienischen X-Factors schaffte es an die Chartspitze. |
| 24. Dezember 2012 – 20. Januar 2013 4 Wochen | 4                                     | Will.i.am                             | Scream & Shout William Adams, Jef Martens, Jean-Baptiste Kouame                                                               | Dreimal war der US-Musiker als Mitwirkender in den italienischen Top 10, sein erster eigener Song in den Top schaffet es (unter Mithilfe von Britney Spears) bis ganz an die Spitze. |

## Alben
| ← 2011 ← | Liste der Nummer-eins-Alben in Italien | Liste der Nummer-eins-Alben in Italien | Liste der Nummer-eins-Alben in Italien | 2013 → |
| \| Zeitraum \| Wo. ges. \| Interpret \| Titel \| Zusätzliche Informationen \| \| (Zeitraum, Wochen auf Platz eins, Interpret, Titel, zusätzliche Informationen) \| \| \| \| \| \| ------------------------------------------------------------------------------ \| -------- \| ------------------ \| ----------------------------------- \| --------------------------------------------------------------------------------------------------------------------------------------------------------------------------------------------------- \| \| 26. Dezember 2011 – 15. Januar 2012 3 Wochen (insgesamt 5) \| 5 \| Tiziano Ferro \| L’amore è una cosa semplice \| Innerhalb von acht Jahren das vierte Nummer-eins-Album des italienischen Popstars. \| \| 16. Januar 2012 – 22. Januar 2012 1 Woche \| 1 \| Litfiba \| Grande nazione \| Die erfolgreiche 90er-Jahre-Band kehrte nach der Wiedervereinigung mit dem ersten Studioalbum auf Platz 1 zurück; es ist ihr viertes Nummer-eins-Album. \| \| 23. Januar 2012 – 5. Februar 2012 2 Wochen (insgesamt 5) \| 5 \| Adele \| 21 \| Das erfolgreichste Album des vergangenen Jahres kehrte nach einem Vierteljahr auf Platz 1 zurück. \| \| 6. Februar 2012 – 12. Februar 2012 1 Woche \| 1 \| One Direction \| Up All Night \| Die britische Casting-Boyband schnitt mit ihrem Debütalbum in Italien sogar um einen Platz besser ab als in der Heimat. \| \| 13. Februar 2012 – 19. Februar 2012 1 Woche (insgesamt 5) \| 5 \| Adele \| 21 \| – \| \| 20. Februar 2012 – 26. Februar 2012 1 Woche (insgesamt 2) \| 2 \| Emma \| Sarò libera \| Nach ihrem Sieg beim Sanremo-Festival 2012 kehrte Emmas Album in einer speziellen Sanremo-Edition auf Platz 1 zurück. \| \| 27. Februar 2012 – 4. März 2012 1 Woche (insgesamt 3) \| 3 \| Lucio Dalla \| 12000 lune \| Anlässlich des Todes des Musikers trat dieses fünfeinhalb Jahre alte Album wieder in die Charts ein und brachte Dalla postum eine weitere Nummer-eins-Platzierung. \| \| 5. März 2012 – 11. März 2012 1 Woche \| 1 \| Bruce Springsteen \| Wrecking Ball \| Ein internationales Nummer-eins-Album, das siebte für Springsteen in Italien seit 2000. \| \| 12. März 2012 – 25. März 2012 2 Wochen (insgesamt 3) \| 3 \| Lucio Dalla \| 12000 lune \| – \| \| 26. März 2012 – 1. April 2012 1 Woche \| 1 \| Madonna \| MDNA \| Zweieinhalb Jahre nach ihrem letzten Nummer-eins-Album erreichte die italienischstämmige Queen of Pop erneut Platz 1. \| \| 2. April 2012 – 15. April 2012 2 Wochen \| 2 \| Vasco Rossi \| L’altra metà del cielo \| Die Kompilation brachte dem italienischen Rockstar sein bereits 18. Nummer-eins-Album ein. \| \| 16. April 2012 – 20. Mai 2012 5 Wochen (insgesamt 12) \| 12 \| Biagio Antonacci \| Sapessi dire no \| Bereits das sechste Nummer-eins-Album des Mailänder Cantautore seit 2004 und mit 12 Wochen an der Spitze das mit Abstand erfolgreichste. \| \| 21. Mai 2012 – 3. Juni 2012 2 Wochen \| 2 \| Alessandra Amoroso \| Ancora di più – cinque passi in più \| Viertes Nummer-eins-Album in drei Jahren für die Castingshow-Siegerin; Neuveröffentlichung mit drei neuen Titeln von Cinque passi in più, das zuvor nur Platz 2 erreichte. \| \| 4. Juni 2012 – 10. Juni 2012 1 Woche \| 1 \| Club Dogo \| Noi siamo il club \| Die Mailänder Rapper schaffen es im vierten Anlauf auf Platz 1. \| \| 11. Juni 2012 – 17. Juni 2012 1 Woche \| 1 \| Max Pezzali \| Hanno ucciso l’uomo ragno 2012 \| Der ehemalige Sänger der erfolgreichen Popband 883 nahm das Debütalbum der Band zusammen mit vielen Gastsängern neu auf und hatte damit seine vierte Nummer-eins-Platzierung nach dem Aus der Band. \| \| 18. Juni 2012 – 24. Juni 2012 1 Woche \| 1 \| Justin Bieber \| Believe \| Seine vierte Albumveröffentlichung brachte den US-Teenieschwarm in Italien an die Chartspitze. \| \| 25. Juni 2012 – 8. Juli 2012 2 Wochen \| 2 \| Linkin Park \| Living Things \| Für die US-Band ist es seit 2003 das vierte Studioalbum in Folge, das es in Italien bis auf Platz 1 schaffte. \| \| 9. Juli 2012 – 26. August 2012 7 Wochen (insgesamt 12) \| 12 \| Biagio Antonacci \| Sapessi dire no \| – \| \| 27. August 2012 – 2. September 2012 1 Woche \| 1 \| Alanis Morissette \| Havoc and Bright Lights \| Zehn Jahre nach dem Durchbruchalbum Under Rug Swept das zweite Album an der italienischen Chartspitze für die Kanadierin. \| \| 3. September 2012 – 9. September 2012 1 Woche \| 1 \| Nesli \| Nesliving Vol. 3 – Voglio \| Für den Rapper aus Mittelitalien kam mit dem zweiten Album der ganz große Erfolg. \| \| 10. September 2012 – 16. September 2012 1 Woche \| 1 \| Gemelli Diversi \| Tutto da capo \| Das Hip-Hop-Quartett benötigte sieben Alben in 14 Jahren bis an die Chartspitze. \| \| 17. September 2012 – 23. September 2012 1 Woche \| 1 \| Michael Jackson \| Bad \| – \| \| 24. September 2012 – 30. September 2012 1 Woche \| 1 \| Green Day \| Uno \| Das zweite Nummer-eins-Album in Italien für die kalifornischen Punk-Rocker. \| \| 1. Oktober 2012 – 21. Oktober 2012 3 Wochen \| 3 \| Muse \| The 2nd Law \| Das zweite Nummer-eins- und das sechste Top-5-Album in Folge für die Brit-Rocker. \| \| 22. Oktober 2012 – 4. November 2012 2 Wochen \| 2 \| Franco Battiato \| Apriti sesamo \| – \| \| 5. November 2012 – 11. November 2012 1 Woche \| 1 \| Negramaro \| Una storia semplice \| Die Rockband aus Apulien brachte ihr drittes von fünf Alben auf Platz 1. \| \| 12. November 2012 – 18. November 2012 1 Woche \| 1 \| One Direction \| Take Me Home \| Dem Debütalbum Up All Night folgte noch im selben Jahr Album Nummer zwei auf die Spitzenposition nach. \| \| 19. November 2012 – 25. November 2012 1 Woche \| 1 \| Eros Ramazzotti \| Noi \| Es ist das neunte Studioalbum (und das vierte in Folge) auf Platz eins für den Popsänger, nachdem zuvor ein Live- und ein Best-of-Album den Sprung ganz nach oben knapp verpassten. \| \| 26. November 2012 – 2. Dezember 2012 1 Woche \| 1 \| Vasco Rossi \| Live Kom 011 \| Dem Rockstar gelang hiermit das sechste Livealbum und das insgesamt 19. Album an der Spitze der Charts. \| \| 3. Dezember 2012 – 9. Dezember 2012 1 Woche (insgesamt 10) \| 10 \| Jovanotti \| Backup 1987-2012: Il Best \| Das Best-of-Album des Italorappers ist sein fünftes Nummer-eins-Album in Folge. \| \| 10. Dezember 2012 – 16. Dezember 2012 1 Woche \| 1 \| Zucchero \| La sesión cubana \| In 20 Jahren brachte es der bekannte Musiker damit auf zwölf Nummer-eins-Alben. \| \| 17. Dezember 2012 – 13. Januar 2013 4 Wochen (insgesamt 10) \| 10 \| Jovanotti \| Backup 1987-2012: Il Best \| – \| |                                        |                                        |                                        | |
| ← 2011 |                                        |                                        |                                        | → 2013 → |
| Zeitraum | Wo. ges.                               | Interpret                              | Titel                                  | Zusätzliche Informationen |
| (Zeitraum, Wochen auf Platz eins, Interpret, Titel, zusätzliche Informationen) |                                        |                                        |                                        | |
| 26. Dezember 2011 – 15. Januar 2012 3 Wochen (insgesamt 5) | 5                                      | Tiziano Ferro                          | L’amore è una cosa semplice            | Innerhalb von acht Jahren das vierte Nummer-eins-Album des italienischen Popstars. |
| 16. Januar 2012 – 22. Januar 2012 1 Woche | 1                                      | Litfiba                                | Grande nazione                         | Die erfolgreiche 90er-Jahre-Band kehrte nach der Wiedervereinigung mit dem ersten Studioalbum auf Platz 1 zurück; es ist ihr viertes Nummer-eins-Album.                                             |
| 23. Januar 2012 – 5. Februar 2012 2 Wochen (insgesamt 5) | 5                                      | Adele                                  | 21                                     | Das erfolgreichste Album des vergangenen Jahres kehrte nach einem Vierteljahr auf Platz 1 zurück.                                                                                                   |
| 6. Februar 2012 – 12. Februar 2012 1 Woche | 1                                      | One Direction                          | Up All Night                           | Die britische Casting-Boyband schnitt mit ihrem Debütalbum in Italien sogar um einen Platz besser ab als in der Heimat.                                                                             |
| 13. Februar 2012 – 19. Februar 2012 1 Woche (insgesamt 5) | 5                                      | Adele                                  | 21                                     | – |
| 20. Februar 2012 – 26. Februar 2012 1 Woche (insgesamt 2) | 2                                      | Emma                                   | Sarò libera                            | Nach ihrem Sieg beim Sanremo-Festival 2012 kehrte Emmas Album in einer speziellen Sanremo-Edition auf Platz 1 zurück.                                                                               |
| 27. Februar 2012 – 4. März 2012 1 Woche (insgesamt 3) | 3                                      | Lucio Dalla                            | 12000 lune                             | Anlässlich des Todes des Musikers trat dieses fünfeinhalb Jahre alte Album wieder in die Charts ein und brachte Dalla postum eine weitere Nummer-eins-Platzierung.                                  |
| 5. März 2012 – 11. März 2012 1 Woche | 1                                      | Bruce Springsteen                      | Wrecking Ball                          | Ein internationales Nummer-eins-Album, das siebte für Springsteen in Italien seit 2000. |
| 12. März 2012 – 25. März 2012 2 Wochen (insgesamt 3) | 3                                      | Lucio Dalla                            | 12000 lune                             | – |
| 26. März 2012 – 1. April 2012 1 Woche | 1                                      | Madonna                                | MDNA                                   | Zweieinhalb Jahre nach ihrem letzten Nummer-eins-Album erreichte die italienischstämmige Queen of Pop erneut Platz 1.                                                                               |
| 2. April 2012 – 15. April 2012 2 Wochen | 2                                      | Vasco Rossi                            | L’altra metà del cielo                 | Die Kompilation brachte dem italienischen Rockstar sein bereits 18. Nummer-eins-Album ein. |
| 16. April 2012 – 20. Mai 2012 5 Wochen (insgesamt 12) | 12                                     | Biagio Antonacci                       | Sapessi dire no                        | Bereits das sechste Nummer-eins-Album des Mailänder Cantautore seit 2004 und mit 12 Wochen an der Spitze das mit Abstand erfolgreichste.                                                            |
| 21. Mai 2012 – 3. Juni 2012 2 Wochen | 2                                      | Alessandra Amoroso                     | Ancora di più – cinque passi in più    | Viertes Nummer-eins-Album in drei Jahren für die Castingshow-Siegerin; Neuveröffentlichung mit drei neuen Titeln von Cinque passi in più, das zuvor nur Platz 2 erreichte.                          |
| 4. Juni 2012 – 10. Juni 2012 1 Woche | 1                                      | Club Dogo                              | Noi siamo il club                      | Die Mailänder Rapper schaffen es im vierten Anlauf auf Platz 1. |
| 11. Juni 2012 – 17. Juni 2012 1 Woche | 1                                      | Max Pezzali                            | Hanno ucciso l’uomo ragno 2012         | Der ehemalige Sänger der erfolgreichen Popband 883 nahm das Debütalbum der Band zusammen mit vielen Gastsängern neu auf und hatte damit seine vierte Nummer-eins-Platzierung nach dem Aus der Band. |
| 18. Juni 2012 – 24. Juni 2012 1 Woche | 1                                      | Justin Bieber                          | Believe                                | Seine vierte Albumveröffentlichung brachte den US-Teenieschwarm in Italien an die Chartspitze. |
| 25. Juni 2012 – 8. Juli 2012 2 Wochen | 2                                      | Linkin Park                            | Living Things                          | Für die US-Band ist es seit 2003 das vierte Studioalbum in Folge, das es in Italien bis auf Platz 1 schaffte.                                                                                       |
| 9. Juli 2012 – 26. August 2012 7 Wochen (insgesamt 12) | 12                                     | Biagio Antonacci                       | Sapessi dire no                        | – |
| 27. August 2012 – 2. September 2012 1 Woche | 1                                      | Alanis Morissette                      | Havoc and Bright Lights                | Zehn Jahre nach dem Durchbruchalbum Under Rug Swept das zweite Album an der italienischen Chartspitze für die Kanadierin.                                                                           |
| 3. September 2012 – 9. September 2012 1 Woche | 1                                      | Nesli                                  | Nesliving Vol. 3 – Voglio              | Für den Rapper aus Mittelitalien kam mit dem zweiten Album der ganz große Erfolg. |
| 10. September 2012 – 16. September 2012 1 Woche | 1                                      | Gemelli Diversi                        | Tutto da capo                          | Das Hip-Hop-Quartett benötigte sieben Alben in 14 Jahren bis an die Chartspitze. |
| 17. September 2012 – 23. September 2012 1 Woche | 1                                      | Michael Jackson                        | Bad                                    | – |
| 24. September 2012 – 30. September 2012 1 Woche | 1                                      | Green Day                              | Uno                                    | Das zweite Nummer-eins-Album in Italien für die kalifornischen Punk-Rocker. |
| 1. Oktober 2012 – 21. Oktober 2012 3 Wochen | 3                                      | Muse                                   | The 2nd Law                            | Das zweite Nummer-eins- und das sechste Top-5-Album in Folge für die Brit-Rocker. |
| 22. Oktober 2012 – 4. November 2012 2 Wochen | 2                                      | Franco Battiato                        | Apriti sesamo                          | – |
| 5. November 2012 – 11. November 2012 1 Woche | 1                                      | Negramaro                              | Una storia semplice                    | Die Rockband aus Apulien brachte ihr drittes von fünf Alben auf Platz 1. |
| 12. November 2012 – 18. November 2012 1 Woche | 1                                      | One Direction                          | Take Me Home                           | Dem Debütalbum Up All Night folgte noch im selben Jahr Album Nummer zwei auf die Spitzenposition nach.                                                                                              |
| 19. November 2012 – 25. November 2012 1 Woche | 1                                      | Eros Ramazzotti                        | Noi                                    | Es ist das neunte Studioalbum (und das vierte in Folge) auf Platz eins für den Popsänger, nachdem zuvor ein Live- und ein Best-of-Album den Sprung ganz nach oben knapp verpassten.                 |
| 26. November 2012 – 2. Dezember 2012 1 Woche | 1                                      | Vasco Rossi                            | Live Kom 011                           | Dem Rockstar gelang hiermit das sechste Livealbum und das insgesamt 19. Album an der Spitze der Charts.                                                                                             |
| 3. Dezember 2012 – 9. Dezember 2012 1 Woche (insgesamt 10) | 10                                     | Jovanotti                              | Backup 1987-2012: Il Best              | Das Best-of-Album des Italorappers ist sein fünftes Nummer-eins-Album in Folge. |
| 10. Dezember 2012 – 16. Dezember 2012 1 Woche | 1                                      | Zucchero                               | La sesión cubana                       | In 20 Jahren brachte es der bekannte Musiker damit auf zwölf Nummer-eins-Alben. |
| 17. Dezember 2012 – 13. Januar 2013 4 Wochen (insgesamt 10) | 10                                     | Jovanotti                              | Backup 1987-2012: Il Best              | – |

## Jahreshitparaden
| ← 2011 ← | Liste der Jahres-Nummer-eins-Hits in Italien | Liste der Jahres-Nummer-eins-Hits in Italien | Liste der Jahres-Nummer-eins-Hits in Italien | 2013 →   |
| \| Singles \| Position# \| Alben \| \| ----------------------------------------------------------------------------------------------------------------------------------------- \| --------- \| ----------------------------------------- \| \| Ai Se Eu Te Pego! Michel Teló Sharon Acioly, Antonio Diggs \| 1 \| L’amore è una cosa semplice Tiziano Ferro \| \| Balada Gusttavo Lima Cássio Sampaio \| 2 \| 21 Adele \| \| Il pulcino Pio Pulcino Pio Erisvaldo da Silva, Bruno Benvenuti, Lucio Scarpa, Alessandro Tirocchi, Maurizio Paniconi, Morgana Giovannetti \| 3 \| Noi Eros Ramazzotti \| \| Somebody That I Used to Know Gotye feat. Kimbra Wally de Backer \| 4 \| Sapessi dire no Biagio Antonacci \| \| La notte Arisa Giuseppe Anastasi \| 5 \| Backup 1987-2012: Il Best Jovanotti \| \| Ma Chérie DJ Antoine feat. The Beat Shakers Antoine Konrad, Boris Krstajic, Danica Krstajic, Fabio Antoniali, Maurizio Pozzi \| 6 \| La sesión cubana Zucchero \| \| Call Me Maybe Carly Rae Jepsen Carly Rae Jepsen, Josh Ramsay, Tavish Crowe \| 7 \| Take Me Home One Direction \| \| Titanium David Guetta feat. Sia Sia Furler, David Guetta, Giorgio Tuinfort, Afrojack \| 8 \| Sarò libera Emma \| \| One Day / Reckoning Song (Wankelmut Remix) Asaf Avidan & The Mojos Asaf Avidan \| 9 \| Inedito Laura Pausini \| \| Distratto Francesca Michielin Elisa Toffoli, Roberto Casalino \| 10 \| L’altra metà del cielo Vasco Rossi \| |                                              |                                              |                                              |          |
| ← 2011 |                                              |                                              |                                              | → 2013 → |
| Singles | Position#                                    | Alben                                        |                                              |          |
| Ai Se Eu Te Pego! Michel Teló Sharon Acioly, Antonio Diggs | 1                                            | L’amore è una cosa semplice Tiziano Ferro    |                                              |          |
| Balada Gusttavo Lima Cássio Sampaio | 2                                            | 21 Adele                                     |                                              |          |
| Il pulcino Pio Pulcino Pio Erisvaldo da Silva, Bruno Benvenuti, Lucio Scarpa, Alessandro Tirocchi, Maurizio Paniconi, Morgana Giovannetti | 3                                            | Noi Eros Ramazzotti                          |                                              |          |
| Somebody That I Used to Know Gotye feat. Kimbra Wally de Backer | 4                                            | Sapessi dire no Biagio Antonacci             |                                              |          |
| La notte Arisa Giuseppe Anastasi | 5                                            | Backup 1987-2012: Il Best Jovanotti          |                                              |          |
| Ma Chérie DJ Antoine feat. The Beat Shakers Antoine Konrad, Boris Krstajic, Danica Krstajic, Fabio Antoniali, Maurizio Pozzi | 6                                            | La sesión cubana Zucchero                    |                                              |          |
| Call Me Maybe Carly Rae Jepsen Carly Rae Jepsen, Josh Ramsay, Tavish Crowe | 7                                            | Take Me Home One Direction                   |                                              |          |
| Titanium David Guetta feat. Sia Sia Furler, David Guetta, Giorgio Tuinfort, Afrojack | 8                                            | Sarò libera Emma                             |                                              |          |
| One Day / Reckoning Song (Wankelmut Remix) Asaf Avidan & The Mojos Asaf Avidan | 9                                            | Inedito Laura Pausini                        |                                              |          |
| Distratto Francesca Michielin Elisa Toffoli, Roberto Casalino | 10                                           | L’altra metà del cielo Vasco Rossi           |                                              |          |